# 高谷知佐子
高谷 知佐子（たかや ちさこ、1969年 - ）は日本の弁護士、ニューヨーク州弁護士。専門は労働関連、制度構築、行政対応など。

## 略歴
- 1987年3月 - 筑波大学附属高等学校卒業。
- 1993年3月 - 東京大学法学部卒業。
- 1995年4月 - 弁護士登録（第二東京弁護士会）。
- 1995年4月 - 森綜合法律事務所入所。
- 1999年6月 - コーネル大学ロースクール修了。
- 1999年 - Arthur Loke Bernard Rada and Lee法律事務所（シンガポール共和国）で執務（〜2000年）。
- 2000年 - Kochhar & Co.法律事務所（インド）で執務。
- 2000年 - ニューヨーク州弁護士登録。
- 2013年4月 - 第二東京弁護士会労働問題検討委員会副委員長。
- 2014年 - 日本弁護士連合会国際交流委員会副委員長。
- 2015年 - LAWASIA日本代表理事。

## 人物
東京大学法学部在学時に国家公務員一種試験を受け、役所に訪問したが、役所の門戸が女性には狭く感じたとし、もう少し自由な職業の観点から法曹を目指した。

## 著作
- （武川丈士、小松岳志、小島義博、梅津英明、関口健一、石本茂彦、土屋智弘、江口拓哉他（編））『アジア新興国のM&A法制』（商事法務、2013年9月）
- （南部恵一、高橋尚子、亀田康次（編））『労契法・派遣法・高年法 平成24年改正Q&A』（商事法務、2013年4月）
- （（「改正男女雇用機会均等法」））『会計・監査ジャーナル Vol. 19 No. 1』（日本公認会計士協会、2007年1月）
- （笠井修他（著））『現代アメリカ契約法』（弘文社、2000年1月）

## 受賞
- 「2022年に活躍した弁護士ランキング」の労務分野で6位（日本経済新聞）[2]
- 「2019年に活躍した弁護士ランキング」の労務分野で6位（日本経済新聞）[3]
- 「ビジネス弁護士ランキング2011」の労務管理分野で3位（日経ビジネス）[4]
- 「ビジネス弁護士ランキング2010」の労務管理分野で5位（日本経済新聞）[5]
- 「2009年に活躍した弁護士ランキング」の労務分野で4位（日本経済新聞）